# Camp militaire Kimbembe
Le Camp militaire Kimbembe est une installation des Forces armées de la république démocratique du Congo (FARDC) située dans la province du Haut-Katanga, dans le sud-est de la république démocratique du Congo (RDC). Cette base militaire occupe une position stratégique dans une région marquée par des conflits intercommunautaires, des tensions politiques et des activités de groupes armés.

## Histoire

### Origines
Le camp de Kimbembe a été créé pendant la période post-coloniale comme un point de garnison pour l'armée nationale congolaise, afin de renforcer la sécurité dans la région du Tanganyika.

### Rôle dans les conflits régionaux
Au cours des Première et Deuxième Guerres du Congo, le camp de Kimbembe a été un site stratégique pour les opérations militaires. Il a été utilisé pour le déploiement de troupes afin de sécuriser Kalemie et ses environs contre les avancées des groupes armés et les incursions transfrontalières.

### Conflits intercommunautaires
Ces dernières années, la région du Tanganyika, y compris Kalemie et ses alentours, a été le théâtre de conflits interethniques, notamment entre les communautés Twa (Pygmées) et Bantous. Le Camp militaire Kimbembe a joué un rôle central dans la réponse des FARDC à ces violences, bien que des critiques aient été émises concernant l'efficacité et le comportement des troupes dans certaines interventions.

## Localisation
Le Camp militaire Kimbembe est situé dans la ville de Lubumbashi, le chef-lieu de la province du Haut-Katanga. La position géographique de Kimbembe, près des frontières avec la Zambie et la Tanzanie, en fait un point clé pour surveiller les mouvements transfrontaliers et protéger les routes commerciales reliant Lubumbashi aux autres provinces de la RDC.

## Rôle actuel

### Base militaire
Le Camp militaire Kimbembe sert de base pour les FARDC dans leurs efforts visant à sécuriser le Tanganyika contre les violences intercommunautaires et les groupes armés. Les forces stationnées à Kimbembe participent également à des opérations de maintien de la paix et de protection des infrastructures économiques dans la région, telles que le port de Kalemie et les routes commerciales.

### Surveillance des frontières
En raison de la proximité avec les frontières de la Zambie et de la Tanzanie, le camp de Kimbembe joue un rôle dans le contrôle des mouvements transfrontaliers, qui incluent parfois des trafics illégaux d’armes et de ressources naturelles.

### Protection des civils
Les troupes stationnées à Kimbembe participent également à des missions de protection des populations civiles, souvent victimes des affrontements entre communautés ou des incursions des groupes armés dans les zones rurales du Lubumbashi.

## Défis

### Manque de moyens
Le camp souffre d’un déficit chronique en termes de logistique, d’équipements et de formation des soldats, ce qui limite l’efficacité des opérations militaires dans une région complexe.

### Relations avec les populations locales
Des accusations de violations des droits humains par certains membres des FARDC stationnés à Kimbembe ont affecté les relations entre l’armée et les communautés locales. Ces tensions compliquent les efforts de pacification et de stabilisation dans la région.

### Instabilité persistante
Malgré la présence militaire, le Tanganyika reste instable, en partie à cause des conflits intercommunautaires et de la présence de groupes armés opérant dans les zones rurales et forestières.

## Importance stratégique
Le Camp militaire Kimbembe est un élément central de la stratégie de défense nationale dans la région du Tanganyika. Sa position le long des rives du lac Tanganyika et à proximité des frontières internationales en fait un point clé pour la protection de l'intégrité territoriale, la sécurité des corridors économiques et le maintien de la paix dans une zone instable.